# الرص
الرص: إحدى قرى محافظة بارق في الجنوب الغربي من المملكة العربية السعودية. تقع في شمالي إمارة بارق على مسافة 11 كيلاَ، وبلغ تعداد سكانها 422 نسمة حسب الإحصاء الذي جرى عام 2004.
وقد تضاعف أعداد السكان والمساكن فيها بشكل ملحوظ خلال خلال الخمسة عشر سنة الماضية، ويعود الأثر الأكبر فيه إلى هجرة أهالي القرى المجاورة مثل سر الخشب ومسرة إليها. يقدر سكانها حالياً بنحو 1000 نسمة تقريباً، وتحوي نحو 150 منزلاً. ولا زالت في إتساع ونمو، وبها من الدوائر الحكومية: مركز التنمية الاجتماعية، وإدارة القطاع الصحي. كما تعد المركز التجاري للقرى المجاورة لها.

## التسمية
الرَصَّ - بفتح الراء بعده شين مهملة مشددة - وهو البئر المطوية بالحجارة ذات الماء القليل .

## الموقع
تقع هذه القرية على ضفة وادي شري الشمالية، في شرقي البيداء، غرب السوداء، وجنوب المرواء وتجاورها. وهي من بلاد حميضة.